# Phố Hàng Chĩnh
Hàng Chĩnh là một con phố thuộc phường Hàng Buồm, quận Hoàn Kiếm, trong khu phố cổ Hà Nội, đi từ đường Trần Nhật Duật đến phố Mã Mây. Phố Hàng Chĩnh có chiều dài 136 mét.

## Lịch sử
Phố này nguyên là đất thôn Ưu Nhất, tổng Hữu Túc (sau đổi là tổng Đồng Thọ), huyện Thọ Xương cũ. Tới giữa thế kỷ XIX, thôn này hợp với thôn Trung Nghĩa thành thôn Ưu Nghĩa. Đình của thôn này vốn ở vào chỗ nay là số nhà 2A phố Nguyễn Hữu Huân, có tên là đình Kiên Nghĩa.
Đầu phố Hàng Chĩnh, nơi gặp đường Trần Nhật Duật, xưa có một cửa ô, cửa ô Trừng Thanh, còn gọi là cửa ô Ưu Nghĩa. Trừng Thanh là tên gọi chung một loạt các thôn ở về mé bên ngoài tòa thành đất (ở khu vực này tường thành dường như đi song song với đường Trần Nhật Duật, hơi lùi về phía Tây một chút). Vì ở ngay nơi cửa ô mở ra phía sông Hồng tiện cho thuyền bè bốc dỡ hàng hóa nên phố này thời xưa là nơi tập trung buôn bán chum vại, chĩnh, vò... bằng sành gốm.
Thời Pháp thuộc phố này được gọi là rue des Vases, dịch sang tiếng Việt là phố Hàng Chĩnh.